# 関東学院大学理工学部
関東学院大学理工学部（かんとうがくいんだいがくりこうがくぶ）は、関東学院大学が設置する理工学部。

## 概略
関東学院大学理工学部は、1944年に設立された「関東学院航空工業専門学校」を起源とし、1949年、関東学院大学（経済学部・工学部）が誕生した。1950年には、青山学院大学から工学部を譲渡された。そして、2013年に 関東学院大学に理工学部が設置された。
関東学院大学理工学部では、学生一人ひとりが理学、工学といった分野の垣根を越えて幅広い知識、技術が学べるように「理工学科１学科制」とした。さらに、その理工学科の中に、「生命学系」、「数物学系」、「化学学系」、「先進機械学系」、「電気学系」、「健康学系」、「情報学系」、「土木学系」、「表面工学系」という9つの学系を用意した。関東学院大学理工学部の学生は、いずれか一つの学系に所属することになり、理工学を学び、学系の専門分野を学び、「人と社会を幸せにするエンジニア」になることを目標とする。さらに、そのアプローチの方法として、関東学院大学理工学部は「コース」という教育プログラムを用意した。各学系には、教育プログラムとしての「コース」が設けられ、学系の個性によって、コースは１つだけであったり、2つ以上であったりする。
現在、関東学院大学理工学部には9コースがある。

## 沿革
- 1944年 - 関東学院航空工業専門学校開校。

- 1945年 - 関東学院航空工業専門学校を関東学院工業専門学校に改称。

- 1949年 - 学制改革により関東学院経済専門学校と関東学院工業専門学校を母体として関東学院大学（経済学部・工学部）が誕生する。

- 1950年 - 青山学院大学から工学部を譲渡される。

- 1952年 - 関東学院経済専門学校廃校。これにより旧制教育終了。

- 1957年 - 工学部2部設立。２部生の関東学院実習工場受け入れを開始。

- 1962年 - ２部生の関東学院実習工場受け入れを開始。

- 1963年 - 学園紛争の激化等により関東学院実習工場が久里浜に移転。

- 1969年 - 赤軍派が関東学院金沢八景キャンパスで旗揚げした。

- 2000年 - 工学部2部の募集停止（2008年廃止）。

- 2009年 - 工学部でコース制を導入。

- 2013年 - 理工学部、建築・環境学部、看護学部の3学部を設置。それに伴い、工学部募集停止。

## 学部・学系・コース
理工学部の学生は、「理工学部1学科」制のもとで、「生命」、「数物」、「化学」、「先進機械」、「電気」、「健康」、「情報」、「土木」、「表面工学」、という9つの学系の中からどれかに所属する。さらに、以下のコースを選択する。
- 生命科学コース

- 数理・物理コース

- 応用化学コース

- 健康科学・テクノロジーコース

- 先進機械コース

- 電気・電子コース

- 情報ネット・メディアコース

- 土木・都市防災コース

- 表面工学コース

## 附属機関
- 工学総合研究所

- ハイテクリサーチセンター

- 人間環境研究所

- 材料・表面工学研究所

## 交通アクセス
横浜・金沢八景キャンパス（横浜市金沢区六浦東1-50-1）
最寄り駅は京浜急行線の「金沢八景駅」。
金沢八景駅からは京急バス「関東学院循環」乗車して約5分、または駅から徒歩約15分。